# Differences as light
Differences as light is het derde studioalbum van Also Eden. Het is een Extended Play om de nieuwe samenstelling van de muziekgroep te laten horen, maar ook vanwege continuïteit in het uitbrengen van muziek. De personele wijzigingen hadden echter weinig invloed op de uiteindelijke muziek. De aanloop naar het album was verre van makkelijk, de net aangetrokken zanger Rich Harding kreeg een motorongeluk, maar herstelde onder belangstelling van zijn lievelingsband Marillion en diens voormalige zanger Derek Dick. Harding was afkomstig uit diverse tributebands van Marillion. Ook de nasleep van het album was niet optimaal, Roelofs verdween uit de band.

## Musici
- Rich Harding – zang
- Simon Rodgers – gitaar, zang
- Ian Hodson – toetsinstrumenten en zang
- Steve Dunn – basgitaar
- Dave Roelofs – slagwerk

met: Eric Hodson - viool op (2)

## Muziek
Alle van Also Eden, behalve 3, deze bevat stukjes uit teksten van Hazel O'Connor.

| Nr. | Titel                                                                | Duur  |
| --- | -------------------------------------------------------------------- | ----- |
| 1.  | Seeing red                                                           | 8:27  |
| 2.  | Oud en nieuw                                                         | 6:06  |
| 3.  | Reality cheque (1. Fool’s gold; 2. Dead reckoning; 3. Rainbow’s end) | 10:20 |